# Thierry Deleruyelle
Thierry Deleruyelle  (Arras, 9 de agosto de 1983) es un compositor, director de orquesta y percusionista francés.

## Biografía
Thierry Deleruyelle comenzó estudios de percusión muy joven y se dedicó a la composición rápidamente. A los 19 años, ingresó en el Conservatoire National Supérieur de Musique et de Danse de Paris y recibió 4 premios : percusión, armonía, contrapunto y fuga. Durante sus estudios en la capital francesa, trabaja con muchos artistas, compositores, orquestas sinfónicas parisinas y con la Orquesta de la Policía Nacional a la que se unió en 2008.
Compone para música de cámara y para solistas, pero es la orquesta que más ama, particularmente la banda sinfónica y el brass band.
Desde 2007, las obras de Thierry Deleruyelle son publicadas y distribuidas por De Haske Publications, en el líder mundial en este sector, Hal Leonard.
En 2015, Thierry Deleruyelle recibió el encargo de escribir la obra de conjunto para el Concurso Europeo de Bandas de Música organizado por la Asociación Europea de Bandas de Música. Fraternity será su primera gran obra escrita para esta agrupación, y ha sido un éxito mundial desde su estreno. Se convierte así en el primer compositor francés en escribir la pieza para el concurso europeo, así como la pieza para el British Open 2017 (Fraternity) y el British Open 2023 (Sand and Stars). Fue galardonado con el título de Mejor Compositor del Año por un jurado internacional en los Premios 4barsrest en 2016, 2017 y 2023.
El 14 de julio de 2023, Majesty compuesta por Thierry Deleruyelle será interpretada en la apertura del desfile militar en los Campos Elíseos ante el presidente francés Emmanuel Macron por una banda militar internacionall.
Las obras de Thierry Deleruyelle se interpretan actualmente en todo el mundo y han sido aclamadas nacional e internacionalmente.

## Obras para banda sinfónica
| Año  | Título                  | Encargo                                                                    |
| ---- | ----------------------- | -------------------------------------------------------------------------- |
| 2024 | Black Gold              | Musikverein 1891 "Harmonie" Saarwellingen e.V. (DE)                        |
| 2024 | Columbus                | /                                                                          |
| 2024 | Supernova               | Confédération Musicale de France (F)                                       |
| 2023 | Majesty                 | Orchestre d'harmonie de Bourbourg (F)                                      |
| 2023 | Fraternity              | CMF Hauts de France (F)                                                    |
| 2023 | Lord of the Lake        | Stéphane Coquet (F)                                                        |
| 2022 | Compostela              | Orchestre d’Harmonie de Thiviers (F)                                       |
| 2022 | Little Tokyo Suite      | Harmonie de Paris 12ème / Mochizuki Saku City Nagano (J)                   |
| 2022 | Keystone                | Vriezenveen Harmonie (NL)                                                  |
| 2021 | Cleopatra               | Orchestre d'Harmonie de la Ville d'Antony (F) (Philippe Rossignol)         |
| 2020 | Eldorado                | Lille 3000                                                                 |
| 2019 | Golden Peak             | Udsm 63                                                                    |
| 2019 | Mexicana                | Lille 3000                                                                 |
| 2018 | Tarjan                  | Orchestre d’Harmonie de Vesoul (F) (Mathieu Anguenot)                      |
| 2017 | Pop City                | Orchestre d’Harmonie de Phalempin (F) (Jean-Luc Petitprez / Jean-Luc Bray) |
| 2017 | Adventure Land          | Clermont Communauté et « Crea »                                            |
| 2016 | Fields of Honour        | Orchestre d’Harmonie de Beauquesne (F) (Stéphane Denis)                    |
| 2016 | The Magic Book          | Fédération Cmf Haut de France (F)                                          |
| 2016 | Sahara                  | Orchestre d’Harmonie de Bailleul-sire-Berthoult (F) (Sylvain Evrard)       |
| 2016 | Children’s Oak          | Orchestre d’Harmonie de Beauquesne (F) (Stéphane Denis)                    |
| 2015 | Atlantic Overture       | Orchestre d’Harmonie de Oignies (F) (Guy Souchères)                        |
| 2014 | Merlin                  | Orchestre d’Harmonie de Distroff (F) (Sébastien Berettoni)                 |
| 2014 | Statue of Liberty       | Orchestre d’Harmonie de Croisilles (F) (Jean-Pierre Lorieux)               |
| 2014 | High Voltage            | Orchestre Voltige (F) (Thierry Deleruyelle)                                |
| 2011 | Atlas Symphony          | /                                                                          |
| 2010 | The Heaven Tree         | /                                                                          |
| 2010 | Hymn to Freedom         | /                                                                          |
| 2010 | Colors of Time          | /                                                                          |
| 2010 | Wind Power              | /                                                                          |
| 2009 | Emperor                 | /                                                                          |
| 2008 | The Order of the Temple | /                                                                          |

Fuentes :  musicshopeurope.com, calameo.com, bnf

## Obras para Brass Band
Thierry Deleruyelle recibió en 2015 el encargo de la obra impuesta del campeonato europeo de brass band, organizado por la asociación europea de brass band. El compone Fraternity para el campeonato en Lille en 2016.
| Año  | Obra                                                 | Encargo                                             | Obra impuesta en campeonato | Obra elegida |
| ---- | ---------------------------------------------------- | --------------------------------------------------- | --- | ------------ |
| 2024 | Snow Island                                          | Fêtes cantonales 2024 (CH)                          | - Kantonal Musikfest Valais/Wallis (CH) - Bernisches Kantonal-Musikfest (CH) | /            |
| 2024 | Crazy Twenties                                       | Paris Brass Band (F)                                | / | 1 vez        |
| 2023 | Columbus                                             | Brass Band Bourgueillois (F)                        | / | /            |
| 2023 | Keystone                                             | /                                                   | - Championnat National de France 2023 (F) - Australian Championships 2024 (AU) | /            |
| 2022 | Sand and Stars                                       | Brass Band Treize Etoiles (CH)                      | - Dutch Nationals 2023 (NL) - British Open 2023 (GB) - Australian Championships 2024 (AU) | 15 veces     |
| 2022 | Compostela                                           | /                                                   | - Championnat National Belge 2022 (B) | 4 veces      |
| 2021 | Dragonfly (Concerto para Euphonium y Brass Band)     | Bastien Baumet (F)                                  | / | /            |
| 2020 | Crossing Worlds (Concerto para corneta y Brass Band) | Kathleen Gaspoz (CH)                                | / | /            |
| 2019 | No Man’s Land                                        | Noordlimburgse Brass Band (B) (Erik va de Kolk)     | / | 5 veces      |
| 2019 | Citadel's Destiny (March)                            | Musique de l'infanterie (Maurice Marc)              | / | 1 vez        |
| 2018 | Lions of Legends                                     | Eurofestival 2016 / CMF                             | - Campeonato Nacional de Francia 2019 (F) - Campeonato Nacional Belga 2019 (B) - Campeonato Nacional de Gran Bretaña 2021 (GB) - Victorian State Championships 2023 (AU) - French Open 2023 (F) | 45 veces     |
| 2017 | Viking Age                                           | Orchestre de Cuivres de Colmar (Philippe Spannagel) | - Kantonal Musikfest Vaud/Waadt 2018 - NIBA Championships of Ireland 2018 (IRE) - Dutch Nationals 2018 (NL) - National Championships of Great Britain 2019 (GB) - Australian Championships 2020 (AU) - Danish National Championships (DK) 2020 - Tasmanian Band Championships 2021 - NSW State Championships 2022 (AU) - Australian Championships 2023 (AU) | 49 veces     |
| 2016 | Fraternity                                           | Eurofestival 2016 / EBBA                            | - European Championships 2016 (F) - NSW State Championships 2017 (USA) - British Open 2017 (GB) - West Australian State Band Festival 2018 (AU) - Berner Oberländische Musiktage 2018 (CH) - British Open Spring Festival 2019 (GB) | 66 veces     |

Fuentes : 
www.brassbandresults.co.uk
www.brassstats.com
www.ebba.eu.com

## Obras para música de cámara y solistas
| Año  | Título              | Formación                                                                          | Encargo                           |
| ---- | ------------------- | ---------------------------------------------------------------------------------- | --------------------------------- |
| 2021 | Dragonfly           | Concierto para euphonium 3 versiones: con piano, banda de música o banda de viento | Bastien Baumet                    |
| 2020 | Crossing Worlds     | Concierto para corneta 3 versiones: con piano, banda de música o banda de viento   | Kathleen Gaspoz                   |
| 2015 | Kalaset             | Tuba y percusión                                                                   | Emmanuel Curt y Stéphane Labeyrie |
| 2014 | Cadenza Infernale   | Timpani solo                                                                       | /                                 |
| 2011 | Balalaika           | Marimba solo                                                                       | /                                 |
| 2009 | Cyclone             | Violín y percusión                                                                 | Prisca Talon y Aurélien Carsalade |
| 2007 | Celero              | Cuarteto de percusión                                                              | Quatuor Beat                      |
| 2007 | Face à Face en trio | Vibráfono y dos marimbas                                                           | /                                 |
| 2006 | Face à Face en duo  | Vibráfono y piano                                                                  | /                                 |

Fuentes :
www.billaudot.com
www.laflutedepan.com

## Discografía
| Año  | Formación                                                 | Obra | Intérprete                                                     |
| ---- | --------------------------------------------------------- | --- | -------------------------------------------------------------- |
| 2024 | Supernova                                                 | Supernova | The Royal Ypriana Wind Band (Nico Logghe)                      |
| 2023 | Vibes                                                     | Lord of the Lake | Antwerp Winds (Juri Briat)                                     |
| 2023 | Medelpadia                                                | Majesty | The Luxembourg Military Band (Jean-Claude Braun)               |
| 2023 | Crazy Twenties                                            | Columbus Crazy Twenties Crossing Worlds Keystone Superjet | Paris Brass Band (Laurent Douvre)                              |
| 2023 | Carnival                                                  | Compostela Little Tokyo Suite | Royal Symphonic Band of the Belgian Air Force Antwerp Winds    |
| 2022 | October                                                   | Compostela | The Cory Band (Philip Harper)                                  |
| 2022 | Cleopatra                                                 | Cleopatra | Royal Symphonic Band of the Belgian Air Force (Matty Cilissen) |
| 2020 | The Book of Genesis                                       | Eldorado | Antwerp Winds                                                  |
| 2020 | Golden Peak                                               | Golden Peak | Orchestre Voltige                                              |
| 2019 | Sparkling Brass                                           | Lions of Legends Citadel’s Destiny | The Cory Band                                                  |
| 2019 | No Man’s Land                                             | No Man’s Land | Noorlimburgse Brass Band                                       |
| 2019 | Crystal Magic                                             | Mexicana | Antwerp Winds                                                  |
| 2019 | Fraternity                                                | Fraternity | Woodfalls Band                                                 |
| 2019 | The Magic Mountain                                        | Tarjan | Orchestre Voltige                                              |
| 2019 | Patchwork                                                 | Lions of Legends | Brass Band Atout Vent                                          |
| 2018 | Wonders of Nature                                         | Adventure Land | Orchestre Voltige                                              |
| 2018 | Destination Moon                                          | Viking Age | The Cory Band                                                  |
| 2017 | Winds on Fire                                             | Fields of Honor Sahara | Orchestre Voltige                                              |
| 2017 | Highlights from the European Brass Band Champioships 2017 | Fraternity | Eikanger-Bjørsvik Brass Band                                   |
| 2017 | The Wall                                                  | Pop City | Antwerp Winds                                                  |
| 2017 | Hypercube                                                 | Fraternity | Paris Brass Band                                               |
| 2016 | High Voltage                                              | Atlantic Overture Sahara Emperor The Magic Book Children’s Oak Colors of Time Statue of Liberty Hymn to Freedom Wind Power The Heaven Tree Atlas Symphony High Voltage | Múltiples                                                      |
| 2016 | The Last Giant                                            | The Magic Book | Antwerp Winds                                                  |
| 2016 | Music in the Air                                          | High Voltage | Central Band of the Royal Air Force                            |
| 2016 | Highlights from the European Brass Band Champioships 2016 | Fraternity Brass Code | The Cory Band European Youth Brass Band                        |
| 2015 | In the Shadow of Napoleon                                 | Atlantic Overture | Antwerp Winds                                                  |
| 2014 | Arizona                                                   | Statue of Liberty | Antwerp Winds                                                  |
| 2014 | Stone Age                                                 | High Voltage | German Air Forces Band                                         |
| 2011 | Atlas Symphony                                            | Atlas Symphony | Koninklijke Militaire Kapel Johan Willem Friso                 |
| 2011 | Wind Power                                                | Wind Power Colors of Time | German Air Forces Band                                         |
| 2010 | Zodiac                                                    | Hymn to Freedom | The Nothern Winds                                              |
| 2010 | European Panorama                                         | The Heaven Tree | Nagoya University of Arts                                      |
| 2009 | Emperor                                                   | Emperor | Royal Scottish Academy band                                    |
| 2009 | Opus 1                                                    | Celero | Quatuor Beat                                                   |
| 2008 | Dimensions                                                | The Order of the Temple | Symphonic band of the Lemmens Institute                        |

Fuentes : 
www.bandmusicshop.com
https://www.halleonardeurope.com
http://www.thierrydeleruyelle.com/lang3/home.html Archivado el 10 de junio de 2020 en Wayback Machine.
Spotify : https://open.spotify.com/artist/1oqjJ2P5ZIwPozONNeCMMH

## Distinciones
| Año  | Objeto                                            | Recompensa | País         |
| ---- | ------------------------------------------------- | ---------- | ------------ |
| 2023 | 4 Barsrest « Obra del año 2023 » (Sand and Stars) | Ganador    | Gran Bretaña |
| 2019 | 4 Barsrest « Obra del año 2019 » (Viking Age)     | Nominado   | Gran Bretaña |
| 2017 | 4 Barsrest « Obra del año 2017 » (Fraternity)     | Ganador    | Gran Bretaña |
| 2016 | 4 Barsrest « Revelación del año 2016 »            | Ganador    | Gran Bretaña |
| 2016 | 4 Barsrest « Obra del año 2016 » (Fraternity)     | Ganador    | Gran Bretaña |
| 2012 | Concurso de composición Ustaritz                  | Ganador    | Francia      |
| 2008 | Concurso de composición Haize Berriak             | Ganador    | España       |
| 2005 | Concurso de composición de St Amand-les-eaux      | Ganador    | Francia      |

Fuente :
www.4barsrest.com